# Anne Lybaert
Anne Lybaert (Waarschoot, 1 mei 1954 - Deurle, 26 maart 2015) was een Belgisch onderneemster en was de drijvende kracht achter de prestigieuze club De Warande te Brussel.

## Biografie
Anne Lybaert was ceo van IRMAS en daarnaast ook bestuurder bij Alumni Vlerick. 
Ze was tevens lid van de Strategische Adviesraad internationaal Vlaanderen tussen 2011 en 2015. Ook was ze voorzitter van het European Women's Management Development (EWMD). 
Lybaert was directeur van De Warande tussen 1987 en 2008. Daarnaast lag ze ook aan de basis van De Community Gent. 
Daarnaast was ze ondervoorzitter van het Brussels Philharmonic en het Vlaams Radiokoor. 

## Eerbetoon
- 2019 - De nomineerde van Marcia De Wachter naar aanleiding van Internationale vrouwendag
- 2013 - De Pluim[4]